# Schoenionta
Schoenionta is een kevergeslacht uit de familie van de boktorren (Cerambycidae). De wetenschappelijke naam van het geslacht werd voor het eerst geldig gepubliceerd in 1868 door Thomson.

## Soorten
Schoenionta omvat de volgende soorten:
- Schoenionta breuningi Siess, 1974
- Schoenionta dehiscens (Aurivillius, 1911)
- Schoenionta ichneumonoides Breuning, 1954
- Schoenionta javanicola Breuning, 1954
- Schoenionta macilenta (Pascoe, 1867)
- Schoenionta merangensis Breuning, 1954
- Schoenionta necydaloides (Pascoe, 1867)
- Schoenionta philippinica Breuning, 1954
- Schoenionta strigosa (Pascoe, 1867)
- Schoenionta vespiventris Thomson, 1868